# Ian Hudghton
Ian Stewart Hudghton (født 19. september 1951) er siden 1998 britisk medlem af Europa-Parlamentet, valgt for Scottish National Party (indgår i parlamentsgruppen G-EFA).